# Goswin von Anchin

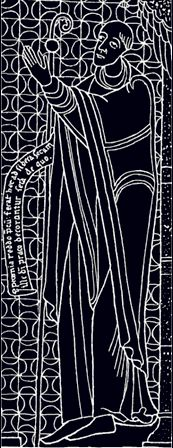
Goswin von Anchin nach einem mittelalterlichen Manuskript

Goswin von Anchin (* um 1082; † 9. Oktober 1166) war ein französischer Abt des 12. Jahrhunderts und ein erklärter Gegner Peter Abaelards.

## Leben

### Ausbildung
Goswin, der sich kurz vor seinem Tod auch Warinus nannte, wurde um 1082 im Schloss Douai in Flandern als Spross der dortigen Adelsfamilie geboren. Wie viele andere Zeitgenossen begann er zunächst nach Erreichen des legitimen Alters, d. h. mit ca. 15 Jahren, mit dem Studium der Philosophie und begab sich dazu nach Paris, um dort seine Kenntnisse in der Dialektik zu vollenden. Sein erster Lehrer, ein gewisser Meister Hamerich in Douai, hatte ihm aufgrund seiner Begabung zu diesem Studium geraten. 
Um 1111 soll Goswin entsprechend den Angaben seiner Vita einen Disputationssieg über Peter Abaelard errungen haben. Abaelard lehrt damals unter dem Protektorat Stephans von Garlande auf dem Genovefaberg, in direkter Konkurrenz zum Dialektiklehrstuhl Wilhelms von Champeaux in der Cité. 
Goswins Erfolg gegen den berühmten Logiker aus Le Pallet begründete nun seine eigene Karriere als Magister der Philosophie und Theologie; er entwickelte sich zu einem versierten Priscian-Kopisten und -Kommentator, welcher so auch in der Autobiographie Abaelards – allerdings in anonymisierter Form als „aemulus“, d. h. Nebenbuhler – erwähnt wird. Die 18 Bücher der Institutiones grammaticae des spätrömischen Sprachlehrers Priscian (um 500 n. Chr.), die bis zum Ausgang des Mittelalters das Referenzwerk der lateinischen Grammatik schlechthin darstellten, waren kurz zuvor neu entdeckt worden. Für die Sprachlogiker des 12. Jahrhunderts war Priscians Werk verständlicherweise eine schier unerschöpfliche Fundgrube. Ein Manuskript gehörte dem Pariser Arzt Azo, welcher es Goswin in Teilen zum Kopieren und zur Kommentierung überließ.

### Klosterlaufbahn
Nach seiner vorübergehenden Lehrtätigkeit als Magister in Paris und später in Douai (1112–1114) – er bekleidete ein gut dotiertes Kanonat am Kapitel von Saint-Amé in Douai – trat Goswin im Jahr 1113 (nach anderen Quellen am 19. Juni 1114 oder 1115) als Mönch in das Kloster Anchin bei Lille ein, um von dort aus eine beispiellose Kirchenkarriere zu starten. 
Die Benediktinerabtei von Anchin war von den Adeligen Walter und Siger von Douai erst ein Menschenleben zuvor, im Jahr 1079, auf einer großen Insel am Zusammenfluss von Scarpe und Bouchart in der Diözese Arras gegründet worden. Überreste des einst so bedeutsamen Klosters haben sich heute nicht mehr erhalten; es wurde während der französischen Revolution vollständig zerstört. 
Mit dem amtierenden Klostervorsteher Alvisius, Abt von Anchin zwischen 1111 und 1131 und späterer Bischof von Arras, hatte sich Goswin bereits zuvor angefreundet. Nach dem Noviziatsjahr legte Goswin die Priesterweihe ab und avancierte binnen kurzer Zeit vom Prior quartus zum Prior tertius. 
Was die Klöster, in denen nun Goswin seine weitere Karriere als Klaustralprior beschritt, von anderen Konventen seiner Zeit unterschied, war die schwerpunktmäßige Disziplinartätigkeit im Rahmen der Reform, der sie sich verschrieben hatten. Der Prior claustralis hatte dabei im wahrsten Sinne des Wortes Schlüsselgewalt; er übte die Funktion eines Anstaltsleiters aus und verfügte über einen Stab von Leuten, die die Gefangenen bewachten, die so genannten Claustrales oder Officiales. 
Goswins erster Auftrag führte ihn nach Soissons: Abt Odo von Saint-Crépin in Soissons richtete einen dringenden Appell an Alvisius von Anchin, ihm einen energischen Helfer und Sittenwächter zu schicken. Die Wahl fiel auf Goswin. Als dieser von seinem offensichtlich zeitlich limitierten Einsatz in Soissons nach Anchin zurückkehrte, trug er wegen seines Erfolgs ein Empfehlungsschreiben Odos in der Tasche. 
Wenig später, um 1120, erreichte Goswin ein erneuter Ruf nach Soissons. Gottfried Hirschhals, der neue Abt von Saint-Médard, rief ihn in sein Kloster in der Hoffnung, Goswin könnte dort erneut erreichen, was durch ihn selbst nicht sichergestellt war. Sein Vorgänger im Amt, der Reformkanoniker Oger, hatte in den vier Jahren seines Abbatiats zwischen 1126 und 1130 mit wenig glücklicher Hand regiert und sich zuletzt freiwillig in sein Mutterkloster Mont-Saint-Eloi bei Arras zurückgezogen.
Erneut muss Goswins Tätigkeit von Erfolg gekrönt gewesen sein, denn wenig später wurde zu ihm in Saint-Médard ein besonders prominenter Gefangener, ein durch Konzilbeschluss verurteilter Ketzer, zur Verwahrung eingewiesen, nämlich Peter Abaelard. Dieser war im Jahr 1121 durch die Synodalen von Soissons unter der Leitung des päpstlichen Legaten Cono von Praeneste zu Schweigen und Klosterhaft verurteilt worden; anschließend hatte man sein Buch über die Trinität den Flammen preisgegeben und den Autor zur Verwahrung in Saint-Médard eingewiesen. So kam es zu einem überraschenden Wiedersehen zwischen den einstigen Disputanten, nunmehr in vertauschten Rollen.
Goswins Erziehungsmaßnahmen stießen bei Peter Abaelard auf wenig Gegenliebe: „Was predigst du mir so vielfältig den Anstand, rätst zum Anstand, lobst den Anstand? Viele diskutieren über die Gesichter des Anstands und sie wissen doch nicht, was Anstand ist ...“, soll er zu Goswin gesagt haben, worauf dieser zu Disziplinarmaßnahmen griff. Allerdings wurde Abaelard nach kurzer Zeit vom päpstlichen Legaten begnadigt und freigelassen, wie es ihm zuvor schon Bischof Gottfried von Chartres in Aussicht gestellt hatte. 
Die Karriere Goswins, dessen angebliche Umgänglichkeit und Milde mit seinem Aufgabenfeld so sehr kontrastierte, war mit seinem Aufseherdienst in Saint-Médard noch nicht beendet, ganz im Gegenteil. Er konnte sich in der Folge vor Anfragen aus ganz Nordfrankreich kaum retten: 
Als Nächstes promovierte er zum Klaustralprior des Klosters Saint-Remi in Reims. Auch dieser Auftrag war zeitlich limitiert. Erneut mit Ruhm bedeckt, kehrte Goswin schließlich in sein Mutterkloster Anchin zurück. Die Berufung zum Abt von Saint-Pierre-aux-Monts in Châlons-sur-Marne lehnte er trotz feierlicher und kanonischer Wahl ab. Wenig später wurde er zum Bischof von Lobbes im belgischen Hennegau ernannt, wobei er intensiv von Meister Werimbald aus Cambrai unterstützt worden sein soll. 
Lange kann sein Episkopat nicht gedauert haben: Im Gegensatz zu vielen anderen Größen seiner Zeit, für welche die Berufung auf einen Bischofsstuhl die Krönung und letzte Stufe ihrer Laufbahn darstellte, verzichtete Goswin nach kurzer Zeit auf Stab und Mitra und kehrte ins Klosterleben zurück.

### Abbatiat
Als sein geistiger Ziehvater Alvisius von Anchin im Jahr 1131 Bischof von Arras wurde, rückte Goswin an seine Stelle als Abt. Noch im selben Jahr nahm er in dieser Funktion an einem Konzil in Reims teil, welches von Papst Innozenz II. geleitet wurde. Später wurde er ein enger Vertrauter der berühmten Zisterzienser Bernhard von Clairvaux und Papst Eugen III. Bei der Konzilsversammlung von Reims, die im Jahr 1148 den Bischof von Poitiers, Gilbert de la Porrée, verurteilen wollte, war er ebenfalls vertreten; als besondere Auszeichnung empfing er hier den päpstlichen Bruderkuss und er wurde in die intimsten Beratungen aufgenommen.
Häufig wurde Goswin von den lokalen Größen seiner Zeit in Anchin besucht; Philipp von Vermandois, der Graf von Flandern, soll sein persönlicher Freund gewesen sein. Doch alle Gäste habe Goswin seiner Lebensbeschreibung nach gleichermaßen bescheiden behandelt; er habe sie statt in einem Prunksaal lediglich im Refektorium empfangen und ihnen beim Arbeitsessen ausschließlich fleischlose Speisen vorgesetzt. 
Zu Beginn seines Abbatiats prosperierte der Konvent von Anchin noch nicht; mitunter wurde er durch den Abt von Cysoing materiell unterstützt. Dennoch scheint das Kloster unter Goswin allmählich eine erhebliche Fortentwicklung erfahren zu haben. So wurden unter seiner Ägide bedeutende Baumaßnahmen durchgeführt, u. a. die Kirche Notre-Dame auf der Klosterinsel Anchin von Grund auf neu errichtet und in seinem Beisein im Jahr 1155 von Bischof Gottschalk von Arras feierlich eingeweiht.
Ansonsten berichtet die Vita des Abtes von unzähligen Wundertaten und anderen denkwürdigen Begebenheiten, wie z. B. von einem frommen Zweikampf: Ein deutscher Berufsathlet habe sich im Auftrag des Abtes mit einem auswärtigen Gegner des Klosters namens Chiret duelliert. Der Kampf, dessen Ausgang als Gottesurteil angesehen wurde, sei zugunsten des Konvents von Anchin entschieden worden. Diese und einige andere, auch mündlich tradierte Anekdoten und Legenden berichtete der letzte Großprior des Konvents, M. de Bar, zu Beginn des 19. Jahrhunderts dem letzten Geschichtsschreiber von Anchin. 
Goswin war viel im päpstlichen Auftrag unterwegs. Unter anderem übertrug ihm Papst Eugen III. ein zweites Mal die Sorge um das zwischenzeitlich verwaiste Kloster Saint-Médard in Soissons. Auf Goswins Vorschlag hin wurde schließlich Ingrannus, der Abt von Marchiennes, zum neuen Leiter erklärt. In diese Zeit fällt auch die Reform des renitenten Säkularkanonikerstiftes Saint-Corneilles in Compiègne. Diese besonders schwierige Aufgabe übernahm Goswins Schüler Alexander, Prior und späterer Nachfolger Goswins als Leiter des Konvents von Anchin.
Goswin ist als Abt von Anchin in den Jahren 1135 bis 1166 durchgehend bezeugt. Nicht weniger als 27 Akten weisen Goswin als wichtigen kirchlichen Repräsentanten aus; einmal fungierte er sogar als Stellvertreter des Bischofs. Die rigorose monastische Reform, der sich Goswin als überzeugter Gregorianer zeit seines Lebens verschrieben hatte, setzte sich auf der ganzen Linie durch. Eine ganze Reihe von namhaften Äbten gingen aus seiner Schule, die auf ganz Nordfrankreich ausstrahlte, hervor: Leonhard, Abt von Saint-Bertin, Roger, Abt von Saint-Quentin, Lietbert, Abt des Klosters Marchiennes, Algot, Abt von Saint-Crépin in Reims, Gerhard, Abt von Honnecourt, Fulbert, Abt des Klosters vom Heiligen Grab in Cambrai, Clarembald, Abt von Hautmont und Albert, Abt von Saint-Thierry in Reims.

### Letzte Tage
Insgesamt war Goswin eine lange Dienstzeit beschieden. Erst im Herbst des Jahres 1166, d. h. im 36. Jahr seines Abbatiats und 24 Jahre nach Abaelards Tod, zog er sich seine todbringende Krankheit zu. Nach den Angaben der Vita erkrankte er in den letzten Septembertagen plötzlich an Vier-Tage-Fieber, d. h. an Malaria. Auf seiner letzten Wegstrecke wurde er von Hugo, dem Abt von Saint-Amand, begleitet. Die Biographie berichtet detailliert von seiner Agonie, u. a. auch davon, wie die letzte Ölung empfing. 
Kurz zuvor hatte sein Amtskollege Peter von Celle, ebenfalls ein abtrünniger Abaelard-Schüler und monastischer Reformer, anlässlich des bevorstehenden Todes – „de fine et obitu tibi instante“ – ein bewegendes Trostschreiben an den schwerkranken Abt von Anchin gerichtet. Dieses ist im vollständigen Wortlaut erhalten geblieben. Peter von Celle war nach seiner Pariser Studienzeit Abt von Montier-la-Celle bei Troyes gewesen. Nunmehr, seit 1162, war er Abt von Saint-Remi in Reims; einige Jahre später, im Jahre 1182, wird er sogar noch Bischof von Chartres werden. 
Abt Peters Kondolenzbrief hat Goswin vermutlich nicht mehr als Lebenden erreicht. Zumindest war dieser zu einer persönlichen Antwort nicht mehr im Stande, denn das ebenfalls erhaltene Antwortschreiben stammt aus der Feder seines Nachfolgers Alexander, dem auch die Abfassung von Teilen der Vita Gosvini zugeschrieben wird. Nach einem mehrwöchigen Krankenlager starb Goswin von Anchin am 9. Oktober 1166 im Alter von 84 Jahren, in der Nacht von einem Samstag auf einen Sonntag. Es handelte sich um das Fest des heiligen Dionysius und um den Jahrestag der Altarweihe von Anchin. Goswin wurde in der Abteikirche Notre-Dame in Nähe seiner vorherigen Gebetsstätte, des Presbyteriums, beigesetzt.